# 건달의 법칙
"건달의 법칙"은 2001년에 개봉한 대한민국의 영화이다.

## 캐스팅
- 조무성
- 최경화
- 송금식
- 차룡
- 진봉진
- 오화진
- 홍윤정
- 민성주
- 김덕근
- 신범식
- 박종성
- 박세범
- 길달호
- 이승일
- 박동룡
- 장정국
- 강유일
- 이상철
- 장섭
- 정봉연
- 최근재
- 양해길
- 라해성
- 서지오
- 안진수
- 조학자
- 김영대
- 박미진
- 서평석